# Hockey sur glace aux Jeux olympiques de 1928
Navigation
Chamonix 1924 Lake Placid 1932
Le tournoi de hockey sur glace aux Jeux olympiques d'hiver de 1928, disputée à Saint-Moritz en Suisse, a été comme prévu remporté par le Canada.
Les Canadiens qui étaient exempts du premier tour, ne concédèrent pas le moindre but en trois parties. Cette formation canadienne était principalement composée d'universitaires originaires de Toronto (12 joueurs sur 13). Deux joueurs étaient des universitaires tandis que les dix autres joueurs étaient d'anciens universitaires : six avocats, deux médecins, un ingénieur et un journaliste candidat aux élections législatives...

## Podium
Cette section présente le podium de la compétition et la composition des équipes.
| Épreuves         | Or | Argent | Bronze |
| ---------------- | --- | --- | --- |
| Tournoi masculin | Canada Charles Delahaye Frank Fisher Louis Hudson Norbert Mueller Herbert Plaxton Cyril Slater Hugh Plaxton Roger Plaxton John Porter Frank Sullivan Joseph Sullivan Ross Taylor Dave Trottier | Suède Carl Abrahamsson Emil Bergman Birger Holmqvist Gustaf Johansson Henry Johansson Nils Johansson Ernst Karlberg Erik Larsson Bertil Linde Wilhelm Petersén Kurt Sucksdorff Sigurd Öberg | Suisse Giannin Andreossi Mezzi Andreossi Robert Breiter Louis Dufour Charles Fasel Albert Geromini Fritz Kraatz Arnold Martignoni Heinrich Meng Anton Morosani Luzius Rüedi Richard Torriani |

## Résultats

### Groupe A
Résultats des matchs
| Date       | Équipe 1        | Score             | Équipe 2        |
| ---------- | --------------- | ----------------- | --------------- |
| 11 février | Grande-Bretagne | 7:3 (3:1,2:0,2:2) | Belgique        |
| 11 février | France          | 2:0 (0:0,2:0,0:0) | Hongrie         |
| 12 février | France          | 3:2 (0:1,3:1,0:0) | Grande-Bretagne |
| 12 février | Belgique        | 3:2 (0:1,3:1,0:0) | Hongrie         |
| 13 février | Belgique        | 3:1 (2:0,0:0,1:1) | France          |
| 15 février | Grande-Bretagne | 1:0 (1:0,0:0,0:0) | Hongrie         |

Classement
| Équipes         | J | V | N | D | Buts | Dif | Pts |
| --------------- | - | - | - | - | ---- | --- | --- |
| Grande-Bretagne | 3 | 2 | 0 | 1 | 10:6 | +4  | 4   |
| France          | 3 | 2 | 0 | 1 | 6:5  | +1  | 4   |
| Belgique        | 3 | 2 | 0 | 1 | 9:10 | -1  | 4   |
| Hongrie         | 3 | 0 | 0 | 3 | 2:6  | -4  | 0   |

### Groupe B
Résultats des matchs
| Date       | Équipe 1        | Score             | Équipe 2        |
| ---------- | --------------- | ----------------- | --------------- |
| 11 février | Suède           | 3:0 (1:0,1:0,1:0) | Tchécoslovaquie |
| 12 février | Suède           | 2:2 (1:0,1:2,0:0) | Pologne         |
| 13 février | Tchécoslovaquie | 3:2 (1:1,1:1,1:0) | Pologne         |

Classement
| Équipes         | J | V | N | D | Buts | Dif | Pts |
| --------------- | - | - | - | - | ---- | --- | --- |
| Suède           | 2 | 1 | 1 | 0 | 5:2  | +3  | 3   |
| Tchécoslovaquie | 2 | 1 | 1 | 0 | 3:5  | -2  | 3   |
| Pologne         | 2 | 0 | 0 | 2 | 4:5  | -1  | 0   |

### Groupe C
Résultats des matchs
| Date       | Équipe 1 | Score             | Équipe 2  |
| ---------- | -------- | ----------------- | --------- |
| 11 février | Suisse   | 4:4 (2:4,1:0,1:0) | Autriche  |
| 12 février | Autriche | 0:0 -             | Allemagne |
| 16 février | Suisse   | 1:0 (1:0,0:0,0:0) | Allemagne |

Classement
| Équipes   | J | V | N | D | Buts | Dif | Pts |
| --------- | - | - | - | - | ---- | --- | --- |
| Suisse    | 2 | 1 | 1 | 0 | 5:4  | +1  | 4   |
| Autriche  | 2 | 0 | 2 | 0 | 4:4  | 0   | 2   |
| Allemagne | 2 | 0 | 1 | 1 | 0:1  | -1  | 1   |

## Groupe pour la médaille d'or
Résultats des matchs
| Date       | Équipe 1 | Score                | Équipe 2        |
| ---------- | -------- | -------------------- | --------------- |
| 17 février | Canada   | 11-0 (4-0, 5-0, 2-0) | Suède           |
| 17 février | Suisse   | 4-0 (0-0, 2-0, 2-0)  | Grande-Bretagne |
| 18 février | Canada   | 14:0 (6-0, 4-0, 4-0) | Grande-Bretagne |
| 18 février | Suisse   | 0:4 (0-1, 0-0, 0-3)  | Suède           |
| 19 février | Suède    | 3:1 (2-1, 0-0, 1-0)  | Grande-Bretagne |
| 19 février | Suisse   | 0:13 (0-4, 0-4, 0-3) | Canada          |

Classement
| Équipes         | J | V | N | D | Buts | Dif | Pts |
| --------------- | - | - | - | - | ---- | --- | --- |
| Canada          | 3 | 3 | 0 | 0 | 38:0 | +38 | 6   |
| Suède           | 3 | 2 | 0 | 1 | 7:12 | -5  | 4   |
| Suisse          | 3 | 1 | 0 | 2 | 4:17 | -13 | 2   |
| Grande-Bretagne | 3 | 0 | 0 | 3 | 1:21 | -20 | 0   |

## Classement final
Le classement présenté ci-dessous compte également pour classement du troisième championnat du monde et pour celui du treizième championnat d'Europe.
| Classement mondial 1. Canada 2. Suède 3. Suisse 4. Grande-Bretagne 5. France 6. Autriche 7. Tchécoslovaquie 8. Belgique 9. Pologne 10. Allemagne 11. Hongrie | Classement européen 1. Suède 2. Suisse 3. Grande-Bretagne 4. France 5. Autriche 6. Tchécoslovaquie 7. Belgique 8. Pologne 9. Allemagne 10. Hongrie |